# 傅科摆
傅科擺（英語：Foucault pendulum、Foucault's pendulum），是依據法國物理學家萊昂·傅科命名的，用以證明地球自轉的一種簡單設備。雖然人們長久以來都知道地球在自轉，但傅科擺第一次以簡單的實驗予以證明。
今天，它在許多科學博物館和大學內是很受歡迎的展品。

## 實驗
這個實驗的裝置包括一個高大的、在任意垂直平面上振盪的單擺。單擺擺動的方向會因為地球本身的週日轉動而改變。這是因為單擺的擺動平面，像陀螺儀一樣，當地球轉動時仍會在空間中保持固定的方向。傅科擺於1851年2月首度次在巴黎天文台的子午儀室公開展示
。幾個星期之後，傅科製做了他最著名的單擺，他在巴黎先賢祠的拱頂下以67米長的鋼索懸掛著一顆28公斤重的鉛錘。這個單擺的擺動平面以每小時順時針方向11°，以31.7小時環繞一圈。1855年，这个单摆被移到法國國立工藝學院的国立工艺博物馆。在2010年4月6日，在国立工艺博物馆懸掛鉛錘的鋼索斷裂，使單擺和博物館的大理石地板受到無法修補的損壞。

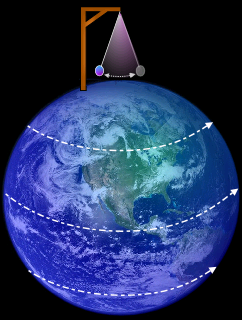
在北極的傅科擺，當在它下面的地球旋轉時，擺仍在原來的同一平面上擺動。

巴黎先賢祠 (北緯48°52')傅科擺的模擬動畫，地球自轉的速率已被過度的誇大。綠色的路徑顯示鉛錘在地面上的移動 (轉動的參考框架)，藍色顯示單擺的擺動平面在轉動的參考座標系的移動路徑。

無論是在南極或北極，當單擺下面的地球以一個恆星日旋轉了一周，擺的振盪平面相對於恆星是固定不變的。所以相對於地球，在南極或北極的擺的振盪平面以一天的時間，分別以順時針或逆時針方向旋轉了一周。當傅科擺被懸掛在赤道上，擺的振盪平面相對於地球是固定不變的，也就是说观察不到傅科摆现象。在其它的緯度上，這個擺的擺動平面相對於地球逐漸旋轉，但比極地要慢；角速度，{\displaystyle \omega } (每恆星日以順時針方向旋轉的角度)，是正比於緯度 {\displaystyle \varphi } 的正弦值：
{\displaystyle \omega =360^{\circ }\sin \varphi \ /}日
此處，在赤道以北和以南的緯度分別以正值和負值來顯示。例如，在南緯30°的傅科擺，會以2天的周期逆時針旋轉360°。
為了證明地球的自轉沒有錯綜複雜的物理，而只與緯度有關，傅科在1852年的實驗使用了一個陀螺儀。陀螺儀的轉子直接追蹤著恆星，由於沒有單擺的幾何不對稱性，使它不受制於作用在單擺上不平衡的科里奧利力，所以無論在地球上的任何緯度，經過一天之後，可以觀察到它的轉軸仍然指向原來的方向。
傅科擺的架設需要很小心，因為不確定的結構可能會導致額外的轉向，並被誤認為是地球的影響。擺的初始啟動非常重要，傳統的操作方法是用火焰燒斷暫時束縛住鉛錘的棉線，以避免不必要的側向運動。空氣阻力會使振盪衰減，因此博物館的傅科擺經常會結合電磁的或其它驅動裝置來保持鉛錘擺動；其它的則會定期重新啟動。而在後者的情況，每次啟動的儀式可能作為一場表演來執行。

## 世界各地的傅科擺
世界各地有為數不少的傅科擺，許多都在大學、科學中心和天文館，最特別、著名和突出的一個位於曼哈頓的聯合國大會大樓。
這個實驗也曾經在南極進行過。

## 延伸閱讀
- Arnold, V.I. . Springer. 1989: 123. ISBN 0-387-96890-3.
- Marion, Jerry B.; Thornton, Stephen T.  4th. Brooks Cole. 1995: 398–401. ISBN 0-03-097302-3.
- Persson, Anders O.  (PDF). History of Meteorology. 2005, 2  [2010-12-14]. （原始内容 (PDF)存档于2014-04-11）.

## 外部連結和書目提要
- Julian Rubin, "The Invention of the Foucault Pendulum" （页面存档备份，存于）, Following the Path of Discovery, 2007, retrieved 2007-10-31. Directions for repeating Foucault's experiment, on amateur science site.

显示傅科摆在南半球时运动的动画

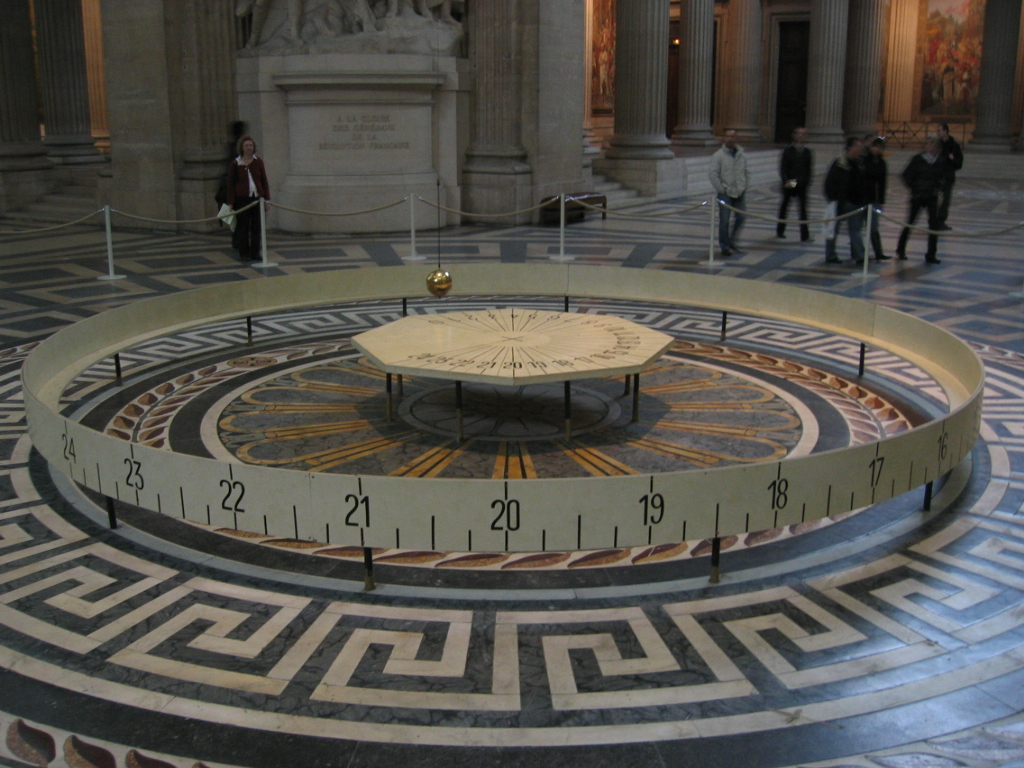
在巴黎先賢祠的傅科擺。

- Wolfe, Joe, "A derivation of the precession of the Foucault pendulum （页面存档备份，存于）".
- "The Foucault Pendulum （页面存档备份，存于）", derivation of the precession in polar coordinates.
- "The Foucault Pendulum （页面存档备份，存于）" By Joe Wolfe, with film clip and animations.
- "Foucault's Pendulum （页面存档备份，存于）" by Jens-Peer Kuska with Jeff Bryant, Wolfram Demonstrations Project: a computer model of the pendulum allowing manipulation of pendulum frequency, Earth rotation frequency, latitude, and time.
- "Webcam Kirchhoff-Institut für Physik, Universität Heidelberg （页面存档备份，存于）".
- California academy of sciences, CA Portuguese Web Archive的存檔，存档日期2016-05-25 Foucault pendulum explanation, in friendly format
- Foucault pendulum model Exposition including a tabletop device that shows the Foucault effect in seconds.
- Foucault, M. L., Physical demonstration of the rotation of the Earth by means of the pendulum, Franklin Institute, 2000, retrieved 2007-10-31. Translation of his paper on Foucault pendulum.
- Tobin, William "The Life and Science of Léon Foucault" （页面存档备份，存于）.
- Bowley, Roger. . Sixty Symbols. Brady Haran for University of Nottingham. 2010  [2018-03-04]. （原始内容存档于2020-05-06）.
- Foucault-inga Párizsban （页面存档备份，存于） Foucault's Pendulum in Paris – video of the operating Foucault's Pendulum in the Panthéon （匈牙利文）.
- Pendolo nel Salone （页面存档备份，存于） The Foucault Pendulum inside Palazzo della Ragione in Padova, Italy
- Daliga, K., Przyborski, M., & Szulwic, J. Foucault's Pendulum. Uncomplicated Tool in the Study of Geodesy and Cartography, EDULEARN15 Proceedings - 7th International Conference on Education and New Learning Technologies, Barcelona, Spain, ISBN 978-84-606-8243-1, 2015